# حماة (أسرة)
 الحماة: هي أم الزوج بالنسبة للزوجة، أو أم الزوجة بالنسبة للزوج.
والحمو: هو أبو الزوج بالنسبة للزوجة، أو أبو الزوجة بالنسبة للزوج.
توجد الكثير من القصص والأفلام والمسلسلات التي تتحدث عن حياة الأسرة ودور الحماة فيها.